# Baron Fermoy
Baron Fermoy, of Fermoy in the County of Cork, ist ein erblicher britischer Adelstitel in der Peerage of Ireland.
Familiensitz der Barone ist Nethercote House bei Nethercote in Warwickshire.

## Verleihung
Der Titel wurde am 10. September 1856 für den liberalen Unterhausabgeordneten Edmond Roche, geschaffen.
Heutiger Titelinhaber ist seit 1984 dessen Ur-urenkel Maurice Roche als 6. Baron.

## Liste der Barone Fermoy (1856)
- Edmond Roche, 1. Baron Fermoy (1815–1874)
- Edmund Roche, 2. Baron Fermoy (1850–1920)
- James Roche, 3. Baron Fermoy (1852–1920)
- Maurice Roche, 4. Baron Fermoy (1885–1955)
- Edmund Roche, 5. Baron Fermoy (1939–1984)
- Maurice Roche, 6. Baron Fermoy (* 1967)

Voraussichtlicher Titelerbe (Heir Presumptive) ist der Bruder des aktuellen Titelinhabers, Hon. Edmund Roche (* 1972).